# 野田玉川鉱山
野田玉川鉱山は岩手県九戸郡野田村玉川にあったマンガン鉱山。主に製鉄業に使用するマンガン鉱を産出した。日本で唯一バラ輝石が産出される。閉山後は観光坑道マリンローズパーク野田玉川として坑道の一部を公開している。バラ輝石を加工した装飾品の製造・販売も行う。

## マンガン鉱山として
明治38年頃久慈市の兼田良人により採鉱が開始される。昭和27年にはより深部の鉱脈の採掘のために斜坑の掘削が開始され、昭和33年に第1立坑が完成し下11番坑（地下330メートル）まで坑道が形成された。昭和35年には選鉱場を新設し、月に3000-4000トンの鉱石を算出し、生産量・品質ともに日本屈指のマンガン鉱山となった。昭和43年、坑道が下14番坑準（地下440メートル）に到達。これが野田玉川鉱山の最下層となった。マンガンの輸入が増えたために1986年（昭和61年）に操業停止した。野田玉川鉱山は新鉱物「原田石」の産地としても知られる。

## 閉山後
昭和62年よりマンガン採掘の傍らバラ輝石（ロードナイト）を加工して宝飾品「マリンローズ」として販売する業務を開始した。また鉱道の一部を整備して地下博物館「マリンローズパーク」をオープンして観光業も始めた。地下420m、総延長は約28kmの坑道のうち1.5kmが観光坑道として公開されている。マリンローズパークでは、野田玉川鉱山で産出した鉱石や世界各地から集めた宝石の原石を展示し、開館当初は年間3万人が訪れたが、2017年には年間1700人に落ち込んだ。2016年、隣接して「涼海の丘ワイナリー」が開設され、野田村特産の山ぶどうを使ったワインの熟成が坑道で行われる。
2018年1月、隣市の久慈市の久慈琥珀博物館の総支配人だった城内義典は、新会社「ジェイプランニング」を2018年1月15日に設立してバラ輝石の装飾品の製造販売と地下博物館の運営を開始した。久慈琥珀博物館でも琥珀を採掘していた坑道の一部が観光用に公開していたが、野田玉川鉱山の大規模な坑道が観光資源として十分に活用されていないのを知り「もったいない」として久慈琥珀博物館を退職したのちにジェイプランニングを設立した。採掘済みの鉱石や原石を研磨する設備は前の運営団体のものをそのまま引き継いだ。同年9月には、伊勢丹新宿本店にて「いわてバラ輝石展」開催した。
2021年7月にリニューアルオープン。東日本大震災により、来場者数の大きな落ち込みがありその対策のために2021年に観光坑道に配置した37体のマネキンの人気投票を行った。アイデアは先に同様の試みを行い好評を得ていた生野銀山に学んだ。投票は「ＭＡＮＧＡＮ　ＢＯＹｚ（マンガンボーイズ）」として4年後の2025年1月にも実施された。コンテストの結果上位に選ばれたマネキンは、野田村のお祭りや、盛岡、八戸などのイベントに搬出され広報活動にも利用された。2023年の来場者数は4500人であった。2024年現在、岩手県で唯一坑道を観光できる施設となっている。

## 施設項目
- 岩手県九戸郡野田村大字玉川5-104-13
- 三陸沿岸道路野田ICより約6km、車で約10分
- 通年営業